# متیل دزورفین
متیل دزورفین (انگلیسی: Methyldesorphine) نوعی مسکن اوپیوئیدی است که خاصیت ضددرد آن ۱۵ برابر بیشتر از مورفین است. 